# ويست (خوانسار)
ويست هي قرية في مقاطعة خوانسار، إيران. عدد سكان هذه القرية هو 2,337 في سنة 2006.